# Comuna de Debrzno
Debrzno (polaco: Gmina Debrzno) (Alemão: Preußisch Friedland) é uma gminy (comuna) na Polónia, na voivodia de Pomerânia e no condado de Człuchowski. A sede do condado é a cidade de Debrzno.
De acordo com os censos de 2004, a comuna tem 9307 habitantes, com uma densidade 41,5 hab/km².

## Área
Estende-se por uma área de 224,17 km², incluindo:
- área agricola: 65%
- área florestal: 25%

## Demografia
Dados de 30 de Junho 2004:
|                      | Total   | Total | Mulheres | Mulheres | Homens  | Homens |
| -------------------- | ------- | ----- | -------- | -------- | ------- | ------ |
|                      | pessoas | %     | pessoas  | %        | pessoas | %      |
| População            | 9307    | 100   | 4759     | 51,1     | 4548    | 48,9   |
| Densidade (pop./km²) | 41,5    | 100   | 21,2     | 21,2     | 20,3    | 20,3   |

De acordo com dados de 2002, o rendimento médio per capita ascendia a 1356,58 zł.

## Comunas vizinhas
- Czarne, Człuchów, Kamień Krajeński, Lipka, Okonek, Sępólno Krajeńskie